# Asplenium adiantoides
Asplenium adiantoides là một loài thực vật có mạch trong họ Aspleniaceae. Loài này được (L.) C. Chr. miêu tả khoa học đầu tiên năm 1905.